# Умные деньги (фильм)
«Умные деньги» (англ.  Smart Money) — американский криминальный фильм режиссёра Альфреда Э. Грина, который вышел на экраны в 1931 году.
Фильм рассказывает о парикмахере из небольшого городка Нике Венизелосе (Эдвард Г. Робинсон), которому чрезвычайно везёт в азартных играх, но не везёт с женщинами. Получив хорошую школу у шулеров в большом городе, Ник быстро делает карьеру азартного игрока, а затем и подпольного хозяина процветающей индустрии азартных игр в одном из городов. Рост его влияния не устраивает местные власти, и с помощью женщины (Эвалин Нэпп) они устраняют его, подбрасывая ложные улики. Дело отягощается тем, что Ник в драке из-за этой женщины случайно убивает своего лучшего друга и ближайшего помощника (Джеймс Кэгни). Однако Ник не унывает, и отправляясь в тюрьму, обещает репортёрам вернуться раньше установленного срока.
Это единственный фильм, в котором Эдвард Г. Робинсон и Джеймс Кэгни сыграли вместе, несмотря на то, что оба на протяжении 1930-х годов были ведущими актёрами студии Warner Bros. Фильм был сделан сразу после знакового фильма Робинсона «Маленький Цезарь» и одновременно с работой картиной Кэгни «Враг общества», которая стала для актёра прорывом к звёздному статусу.
Фильм был номинирован на Оскар в ныне отменённой категории «Лучшая история», номинации были удостоены Люсьен Хаббард и Джозеф Джексон.

## Сюжет
В небольшом городке Айронтаун преуспевающий парикмахер Ник Венизелос (Эдвард Г. Робинсон) помимо основной деятельности организует в своём заведении азартные игры для клиентов. Ник и сам любит поиграть, при этом ему постоянно везёт, и однажды он обыгрывает заезжего профессионального игрока (Борис Карлофф). Поражённые результатами Ника в игре, его помощник Джек (Джеймс Кэгни) и завсегдатаи его «игральной» парикмахерской собирают для Ника 10 тысяч долларов (причём половину этой суммы вносит сам Ник), чтобы тот поехал в крупный город для участия в большой игре. По прибытии в город Ник направляется в дорогой отель, где у Мари (Ноэл Фрэнсис), девушки, торгующей в вестибюле сигарами, выясняет, что известный игрок Хикори Шорт играет в номере 346. Ник поднимается в номер и садится играть, не подозревая, что попал в компанию шулеров во главе со Слипи Сэмом (Ральф Хэрольд). К концу игры выясняется, что Ник всё проиграл. На следующий день он читает в газете, что Хикори Шорта только что выпустили из тюрьмы в далёкой Флориде. Ник возвращается к Сэму, рассчитывая отыграться. Когда Ник выигрывает, Сэм и его сообщники отказываются выдать ему выигрыш, а затем вообще жестоко избивают его и выбрасывают из номера. После выхода из больницы Ник клянётся отомстить. Он вызывает Джека, и они вместе парикмахерским трудом начинают зарабатывать деньги. В парикмахерской Ник снова завоёвывает доверие клиентов, подсказывая им правильные ставки на скачках. В итоге некоторые его клиенты во главе с Александером Аменоппополусом (Пол Поркази) собирают для него 10 тысяч долларов, чтобы тот мог вернуться в большую игру. Шесть месяцев спустя Ник выслеживает в одном из городов Слипи Сэма, предлагая ему сыграть один на один на 50 тысяч долларов. После согласия Сэма с этими условиями Ник просит принести из киоска новые колоды карт. В ходе игры Ник начисто обыгрывает Сэма, и когда его люди пытаются силой выгнать Ника, не заплатив ему, в номер врываются вооружённый Джим вместе с товарищем, обеспечивая Нику безопасный уход. На прощание Ник говорит, что хорошо выучил уроки Сэма и подготовился, поставив в киоск краплёные колоды карт перед игрой. В качестве мести он заставляет Мари, которая в своё время обманула его, работать на себя. После нескольких побед Ник едет в поезде с Джеком, сообщая ему, что уже вернул инвесторам вложенные в него средства в двойном объёме. Узнав, что в поезде также едет знаменитый Хикори Шорт, Ник добивается возможности сыграть с ним, и, по информации газет, выигрывает у него 300 тысяч долларов. Вскоре Ник открывает загородный клуб для высшего общества, в котором практикуются азартные игры, а Джек становится его правой рукой. Влияние и авторитет Ника в городе растут, а газеты начинают требовать закрыть в городе азартные заведения. Полиция проводит несколько рейдов по точкам Ника, однако все эти заведения оформлены на подставных лиц и вскоре открываются снова на новом месте. Накануне выборов окружной прокурор Блэк (Морган Уоллес) требует от своих подчинённых уничтожить империю Ника, чтобы показать, кто в городе хозяин. Для достижения своих целей Блэк готов использовать любые средства, в том числе приглашает для консультаций Слипи Сэма, который говорит, что слабым местом Ника являются блондинки. Блэк подсылает в казино Ника красивую блондинку (Маргарет Ливингстон), рассчитывая с её помощью разоблачить бизнес Ника, однако тот догадывается, что она подослана прокурором, и выгоняет её. Однажды, когда Ник и Джек проезжают на машине мимо реки, они подбирают молодую красивую женщину Айрин Грэм (Эвалин Нэпп), которая пыталась утопиться, и везут её в больницу. По дороге Айрин приходит в себя, и несмотря на подозрения Джека, Ник настаивает на том, чтобы вместо больницы девушку отвезли в его дом, где та могла бы оставаться до полного восстановления. Айрин тронута добротой Ника и вскоре рассказывает, что находится в бегах после обвинения в шантаже. Выйдя на Айрин, Блэк пытается заставить её помочь ему в борьбе с Ником. Поначалу она отказывается, однако в обмен на снятие обвинений в шантаже соглашается незаметно подложить Нику бланки для скачек. Джек замечает, как Айрин кладёт в карман пальто Ника бланки и пытается сказать об этом Нику. Тот не верит в обман со стороны Айрин, и между мужчинами начинается драка, в ходе которой Джек отлетает и бьётся головой о пол. В этот момент в комнату врываются полицейские, извлекая из кармана Ника бланки, хранение которых частными лицами карается тюремным заключением. Взволнованная Айрин сознаётся Нику, что это она подбросила ему бланки, и умоляет простить её. Он спокойно её прощает, виня себя в том, что слишком доверял женщинам. Когда полицейские уводят Ника, то замечают, что Джек умер, и Блэк выдвигает против Ника обвинение в непредумышленном убийстве, которое карается сроком до десяти лет. Когда уверенного в себе, жизнерадостного Ника в наручниках ведут к поезду, чтобы транспортировать в тюрьму, он охотно позирует репортёрам, и на прощание предлагает им поспорить на то, что выйдет на свободу через пять лет.

## В ролях
- Эдвард Г. Робинсон — Ник «Парикмахер» Венизелос
- Джеймс Кэгни — Джек
- Эвалин Нэпп — Айрин Грэм
- Ральф Хэролд — Слипи Сэм
- Ноэл Фрэнсис — Мари
- Маргарет Ливингстон — женщина окружного прокурора
- Морис Блэк — греческий парикмахер
- Билли Хаус — торговец и игрок в Айронтауне
- Пол Поркази — Александер Аменоппополус
- Поли Уолтерс — Лола
- Борис Карлофф — Спорт Уильямс (в титрах не указан)
- Морган Уоллес — окружной прокурор Блэк (в титрах не указан)
- Чарльз Лейн — гостиничный клерк (в титрах не указан)

## История создания фильма
Как отметили многие историки кино, это единственный фильм, в котором две звезды криминального жанра 1930-х годов — Эдвард Г. Робинсон и Джеймс Кэгни — сыграли вместе. При этом, как добавляет Деннис Шварц, «на самом деле у Кэгни маленькая роль, а звезда здесь — Робинсон».
Как написал киновед Род Никсон, «Робинсон был маленьким человеком с лицом бульдога и казался маловероятным кандидатом на статус кинозвезды». В своей рецензии на «Умные деньги» журнал Time описал его «как актёра с лицом порочного херувима и таким голосом, как будто всё, что он говорит, жестоко и нечестиво». Тем не менее, по словам Никсона, актёр был очень популярен у зрителей того времени. Но даже после восторженных отзывов и коммерческого успеха фильма «Маленький Цезарь» (1931) Робинсон всё ещё сомневался в своём новом статусе, пока студия не направила его на нью-йоркскую премьеру «Умных денег». «Когда ему пришлось прятаться на полу своего лимузина, чтобы укрыться от толпы перевозбуждённых поклонников, он окончательно убедился в том, что стал звездой». По словам Никсона, в 1931 году после его успеха в «Маленьком Цезаре» студия Warner Bros решила соединить Робинсона в этом фильме с другим растущим молодым актёром Джеймсом Кэгни. Кэгни стал звездой после исполнения главной роли в гангстерской драме Warner Bros «Враг общества» (1931), которая снималась одновременно с «Умными деньгами», и ему приходилось перебегать из одного съёмочного павильона в другой. Однако к моменту выхода «Умных денег» публика ещё не увидела «Врага общества», и «хотя он и здесь играет энергично, тем не менее это всё-таки картина Робинсона».
В фильме отметились и некоторые другие значимые актёры. Так, в начале фильма в роли профессионального игрока можно увидеть Бориса Карлоффа, который в том же году сыграл свою знаменитую роль чудовища в фильме «Франкенштейн». Актриса Глэдис Ллойд, которая сыграла роль продавщицы в сигарном киоске, была женой Эдварда Г. Робинсона. Как отмечает Никсон, Робинсон познакомился и женился на молодой актрисе в 1920-е годы, когда он играл в театре. Помимо этой картины, пара снялась вместе ещё в четырёх фильмах, среди них «Маленький Цезарь» и «Пять последних звёзд», который вышел сразу после этого фильма. Без Робинсона она снялась лишь в одном фильме, сыграв эпизодическую роль без указания в титрах в фильме «Клив из Индии» (1935), после чего завершила кинокарьеру. Они развелись в 1956 году.
Как указано на сайте Американского института киноискусства, в этом фильме «дебютировал в кино признанный характерный актёр Чарльз Лейн, который за свою карьеру сыграл более чем в 200 фильмах и телепрограммах. В очках и с орлиным носом, Лейн чаще всего исполнял роли скряг и ворчунов». Он также фигурировал в титрах под именами Чарльз Левинсон Лейн или Чарльз Левисон.

## Оценка фильма критикой
Кинообозреватель «Нью-Йорк Таймс» Мордант Холл дал фильму положительную оценку, написав, что хотя он «ничему и не учит, однако это быстрый и достаточно интересный» фильм. Критик особенно выделил работу Робинсона, который «выжимает всё, что можно из роли Ника-парикмахера, который помимо любви к азартным играм, также имеет слабость к блондинкам, канарейкам и до блеска отполированным ногтям. Он суеверен и носит с собой заячью лапку, а также периодически трёт голову негра, но в конце концов это вряд ли помогает ему, так как ближе к финалу его несчастья всё нарастают, и в конце концов он получает длительный срок за убийство». Холл обращает внимание на «несколько умно снятых сцен с покерными играми, в которых Робинсон не упускает ни единого мгновения, чтобы привлечь к себе внимание зрителя». С другой стороны, Кэгни, который, по его словам, запомнился в образе настырного и назойливого гангстера во «Враге общества», на этот раз не привлекает к себе особого внимания. Его роль «имеет малую значимость, так как в большинстве сцен в центре внимания находится хвастливый парикмахер». Холл также обратил внимание на Маргарет Ливингстон, известную по роли городской женщины в фильме Ф. В. Мурнау «Восход солнца» (1927), которая на этот раз «играет роль одного из светловолосых существ в жизни Ника», а также Ральфа Хэролда, который «хорош в роли нечестного игрока по имени Слипи Сэм». Кроме того, были отмечены Эдвинг Аргус и Ноэл Фрэнсис в роли «другой блондинки».
Как отметил киновед Роб Никсон, на протяжении 1930-х годов студия Warner Bros стала бесспорным лидером среди голливудских киностудий в жанре суровой криминальной и гангстерской мелодрамы благодаря своим «урбанистическим историям из среды рабочего класса, действие которых происходит в убогом мире преступников, девушек по вызову и коррупции». Студия выпускала «один за другим фильмы с такими же персонажами, как в „Умных деньгах“», а Кэгни и Робинсон «со своими незабываемыми амбициозными и дерзкими образами стали королями этого жанра». Критик пишет, что именно такой тип быстрых и крутых криминальных фильмов, как «Умные деньги», сделал Кэгни и Робинсона знаменитыми, и этот фильм позволяет увидеть «этих двух самых долговечных звёзд американского кино в начале их карьер». По мнению Никсона, «фильм привнёс освежающее изменение в популярный криминальный жанр. Понизив уровень насилия и насытив его юмором, студия нашла выигрышную формулу и дала своим звёздам широкий диапазон возможностей, чтобы проявить свои актёрские способности». С другой стороны, современный киновед Деннис Шварц невысоко оценил картину, назвав её «типичной криминальной драмой Warner Bros своего времени», глядя на которую сегодняшними глазами, «может показаться удивительным, что Робинсон и Кэгни были настолько крупными голливудскими звёздами». По мнению Шварца, это «фильм из другого времени, который сегодня смотрится как любопытное, но диковинное произведение, так как вкусы публики радикальным образом изменились».